# 토마시 페트라셰크
토마시 페트라셰크(체코어: Tomáš Petrášek, 1992년 3월 2일~)는 체코의 축구 선수로, 체코 국가대표팀에서 수비수로 활동하고 있다.

## 구단 경력

### K리그 입단 전
2012년 FC 흐라데츠크랄로베에 입단했지만 팀에서 제대로 자리를 잡지 못하면서 2014년까지 SK 흘라비체, 로우드니체 나드 라벰, FK 콜린 등에서 임대 선수로 활동해야만 했고 이후 2015년부터 2016년까지 플로타 슈비노우이슈치에, SK 프셰비쇼프, 슬라보이 비셰흐라드, 빅토리아 지슈코프를 거쳤다.
그리고 2016년부터 2023년까지 폴란드의 프로팀인 라쿠프 쳉스토호바의 핵심 수비수로서 공식전 171경기 34골의 쏠쏠한 활약을 펼치며 2016-17 시즌 II 리가 우승, 2018-19 시즌 I 리가 우승, 2시즌 연속 엑스트라클라사 준우승(2020-21, 2021-22), 2022-23 시즌 엑스트라클라사 우승, 2시즌 연속 폴란드컵 우승(2020-21, 2021-22), 2022-23 시즌 폴란드컵 준우승, 폴란드 슈퍼컵 2연패(2021, 2022), 3시즌 연속 유럽 클럽 대항전 진출 등에 공헌했다.

### 전북 현대 모터스
2022-23 시즌을 마친 후 2023년 6월 29일 K리그1의 전북 현대 모터스에 정식 입단하며 프로 데뷔 이후 처음으로 한국 땅을 밟은 뒤 조규성의 전북에서의 고별전이었던 FC 서울과의 2023년 K리그1 21라운드 홈 경기에서 K리그 데뷔전을 치렀고 다음날인 7월 9일 전북 현대 모터스 리저브팀 소속으로 서울 중랑 축구단과의 2023년 K4리그 경기에 선발로 출격하며 경기 감각을 끌어올렸다.

## 국가대표팀 경력

### 체코 A대표팀
2020년 10월 7일 키프로스와의 친선 경기에서 국제 A매치 데뷔전을 치렀으나 이듬해에 열린 UEFA 유로 2020 본선에서는 건강상의 문제로 인해 최종 엔트리에는 발탁되지 못했다.

## 수상

### 구단
라쿠프 쳉스토호바
- 엑스트라클라사 : 우승 (2022-23), 준우승 (2020-21, 2021-22)
- 폴란드 I 리가 : 우승 (2018-19)
- 폴란드 II 리가 : 우승 (2016-17)
- 폴란드컵 : 우승 (2020-21, 2021-22), 준우승 (2022-23)
- 폴란드 슈퍼컵 : 우승 (2021, 2022)